# نفسية جاريسون
نفسية جاريسون (بالإنجليزية: Garrison mentality)‏ هي موضوع مشترك فيما يتعلق بالأدب الكندي والسينما الكندية. تمت صياغة المصطلح لأول مرة من قبل الناقد الأدبي نورثروب فراي واستكشفه أيضًا المؤلف مارغريت أتوود، الذي ناقش انشغال كندا بموضوع البقاء في كتابها البقاء على قيد الحياة: دليل موضوعي للأدب الكندي. من المفترض أن تأتي هذه العقلية من جزء من الهوية الكندية التي تخشى فراغ المشهد الكندي وتخشى اضطهاد الدول الأخرى.
في النصوص ذات عقلية الحامية، تنظر الشخصيات دائمًا إلى الخارج وتبني جدرانًا مجازية ضد العالم الخارجي.
ساهم مايكل جرينشتاين بمقال بعنوان ما وراء الغيتو والحامية: الحدود اليهودية الكندية - ما وراء القومية: المشهد الأدبي الكندي في منظور عالمي في إصدار عام 1981 للدورية الكندية الفسيفساء.
تدعو جولي سبيرجيل إلى فحص المصطلحات في «بناء هوية متعددة الثقافات على الحدود الكندية: مردخاي ريشلر والكتابة اليهودية الكندية La Construction d'une Identité multiculturelle sur la Frontière canadienne: Mordecai Richler et l'écriture juive au Canada» المنشور في عام 2005. يؤكد سبيرجيل: «يمكن قول الكثير عن التفاعلات بين المحصنين أو المعزولين والمجتمع الأكبر الذي يخلق مشاعرهم بالعزلة أو الانقسام.»
تلخص شيري ماليش: «كاختصار لأوجه القصور في الروح الوطنية الكندية، يظهر مصطلح عقلية الحامية في كل شيء بدءًا من التشدق السياسي ضد» النخب اللورينتية «(بريكر) إلى النقد المؤسسي لـ CBC (ميلجان وكوبر). كلمات ديفيد ستينز، عقلية الحامية، بالنسبة للكنديين، أصبحت» جزءًا من مفرداتنا الحاسمة، بل من لغتنا ذاتها«(qtd. في Gorjup 23)».